# Kotla (gemeente)
De gemeente Kotla is een landgemeente in het Poolse woiwodschap Neder-Silezië, in powiat Głogowski.
De zetel van de gemeente is in Kotla.
Op 30 juni 2004 telde de gemeente 4066 inwoners.

## Oppervlakte gegevens
In 2002 bedroeg de totale oppervlakte van gemeente Kotla 127,75 km², waarvan:
- agrarisch gebied: 53%
- bossen: 37%

De gemeente beslaat 28,83% van de totale oppervlakte van de powiat.

## Demografie
Stand op 30 juni 2004:
| Omschrijving                   | Totaal | Totaal | Vrouwen | Vrouwen | Mannen | Mannen |
| ------------------------------ | ------ | ------ | ------- | ------- | ------ | ------ |
| eenheid                        | aantal | %      | aantal  | %       | aantal | %      |
| inwoners                       | 4066   | 100    | 2062    | 50,7    | 2004   | 49,3   |
| bevolkingsdichtheid (inw./km²) | 31,8   | 31,8   | 16,1    | 16,1    | 15,7   | 15,7   |

In 2002 bedroeg het gemiddelde inkomen per inwoner 2170,86 zł.

## Administratieve plaatsen (sołectwo)
Ceber, Chociemyśl, Grochowice, Głogówko, Kotla, Kozie Doły, Krzekotówek, Kulów, Moszowice, Skidniów, Sobczyce, Zabiele.

## Overige plaatsen
Bogomice, Dorzecze, Krążkówko, Leśna Dolina, Pękoszów, Skidniówek, Skórzyn, Zakrzów.

## Wójtowie gminy
- Czesława Kozłowska
- Halina Fendorf (od 2006)

## Aangrenzende gemeenten
Głogów, Siedlisko, Sława, Szlichtyngowa, Żukowice.